# Proust (Beckett)
Proust è un saggio del drammaturgo irlandese Samuel Beckett, pubblicato presso Chatto and Windus nel 1931.
Non si tratta di una semplice monografia, ma di un incontro creativo tra due scrittori, laddove Beckett riconosce la grandezza di Marcel Proust (criticando però l'edizione della Gallimard della Ricerca del tempo perduto che definisce già dalla prima pagina "abominable", abominevole), tuttavia non vuole farne un ritratto a uso accademico. In qualche modo sembra più vicino a chi scrive che a colui su cui si scrive, e il libro viene considerato una sorta di manifesto estetico ed epistemologico di Beckett stesso. Per quanto interessante per scoprire l'influenza letteraria e l'orizzonte letterario del giovane Beckett, e nonostante la poca scientificità (per esempio: niente note, bibliografia o indice dei nomi), il saggio può essere però considerato di sicuro interesse anche nell'ambito degli studi proustiani.
Il libro fu preparato per la serie "Dolphin" della casa editrice, dove l'amico Tom McGreevy (1893–1967) aveva appena pubblicato un saggio su T.S. Eliot ed era a sua volta amico di Charles Prentice, che vi lavorava. Dopo aver consultato Richard Aldington, pur senza averne una chiara commissione dall'editore, Beckett, che stava allora all'École Normale Supérieure e frequentava James Joyce, si decise a scriverlo. Dopo meno di due mesi di intenso lavoro, lo consegnò a Prentice passando da Londra il 17 settembre 1930, mentre tornava da Parigi a Dublino per una vacanza.
Secondo Sergio Moravia Il tema centrale del saggio è il tempo; secondo Margherita Frankel è l'assurdo.

## Edizioni italiane
- trad. Carlo Gallone, prefazione di Sergio Moravia, SugarCo, Milano 1978
- trad. Piero Pagliano, introduzione di Margherita S. Frankel, SE, Milano 2004